# Alexis Lefebvre
Alexis Lefebvre, né le 21 mai 2003 à Vernon en France, est un footballeur français qui joue au poste d'attaquant au RFC Liège.

## Biographie

### En club

#### Débuts à l'ESTAC Troyes et prêts à l'AS Nancy Lorraine
Formé à l'AS Courcelles puis au Pacy Ménilles RC, il rejoint le centre de formation de l'ESTAC Troyes alors qu'il a 15 ans.
Il évolue principalement avec les U19 Nationaux ou avec l'équipe réserve en National 3. Le 19 janvier 2021, il dispute les cinq dernières minutes de la rencontre de Coupe de France contre l'AJ Auxerre (défaite 1-0). Quatre jours plus tard, il rentre durant le temps additionnel face au Pau FC (victoire 1-0) et est donc sacré champion de Ligue 2 en fin de saison. 
Le 31 janvier 2023, il signe son premier contrat professionnel avec ESTAC Troyes et rejoint l'AS Nancy-Lorraine en prêt jusqu'à la fin de saison.
De retour à Troyes, il est peu utilisé lors de la première partie du championnat de Ligue 2 2023-2024 en ayant totalisé seulement 8 sélections (toutes en tant que remplaçant), il est de nouveau prêté à l'AS Nancy Lorraine à partir du 14 janvier 2024. Parallèlement, l'ESTAC annonce la prolongation de son contrat pour deux années supplémentaires, jusqu'en 2026.

## Palmarès
ESTAC Troyes
- Ligue 2 (1) :
  - Champion : 2020-21.